# Mijaíl Oktan
Mijaíl Aleksandrovich Illinich (Ruso: Михаил Александрович Ильинич; c. 1909-1913 – después de 1945), más conocido por el seudónimo Mijaíl Oktan (ruso: Михаил Октан) fue un colaboracionista de origen ruso que asistió al Ejército alemán durante la invasión de la Unión Soviética. Se desempeñó en posiciones tanto civiles como militares, actuando de-facto como alcalde de la ciudad de Oriol. También fue activo en Bielorrusia y Polonia.

## Biografía
Se sabe muy poco sobre la vida de Oktan más allá de sus actividades durante la Segunda Guerra Mundial. Se sabe que nació en la ciudad de Odesa, en algún momento entre los años 1909 y 1913. Se describió a sí mismo ante oficiales alemanes como un ingeniero. Según el historiador Alexander Dallin, algunos testimonios cuentan que también estudio economía. Un diariero cercano a Oktan atestiguó que fue miembro del Partido Comunista de la Unión Soviética antes de la guerra, posiblemente como funcionario local o agitador propagandístico. Esto era del conocimiento de los partisanos soviéticos, los cuales sabían que Oktan fue director del departamento de educación del Oblast de Oriol.
De acuerdo a un artículo del The New York Times de 1943, la nacionalidad de Oktan no era clara y su comprensión del lenguaje ruso era “dudosa”. Esta información entra en conflicto con los escritos de Dallin, que describen a Oktan como un hombre con una gran oratoria y capacidades periodísticas.

## Gobernante de Oriol
Durante el inicio de Operación Barbarroja, Oktan era capitán en el Ejército Rojo. Quedó tras líneas enemigas después de la caída de Oriol el 7 de octubre de 1941. Sus actividades de colaboración iniciaron en enero de 1942, cuando le ofreció ayuda a los alemanes para la creación de propaganda antisoviética, poniendo énfasis en la necesidad de propaganda efectiva en las poblaciones rusas (especialmente los campesinos, trabajadores urbanos y soldados), el desarrollo de resistencia anticomunista en la Unión Soviética, y la necesidad de que sean ciudadanos rusos los que dirijan los esfuerzos propagandísticos. Según Dallin, el conocimiento de Oktan del idioma alemán lo ayudó a convencer a los nazis para que le brinden apoyo.

Mientras que el alcalde de-jure de Oriol era un antiguo oficial del Ejército Imperial Ruso de apellido Stavrov, este no poseía experiencia o capacitación administrativa alguna, por lo que Oktan se convirtió en el dictador de-facto de la ciudad. Inició un periódico llamado Rech (En ruso: Речь, lit. 'Discurso'), en el cual publicaba sus discursos y escritos ideológicos. De acuerdo al United States Holocaust Memorial Museum, Rech se encontraba entre los diarios más violentamente antisemitas publicados durante la ocupación alemana de la Unión Soviética. Oktan regularmente expresaba sus visiones contra los judíos, además de retórica discriminatoria hacia los armenios y georgianos. Entre otras publicaciones se encuentran Guerra y Zhidy, un texto antisemita, del cual existen varias partes:
…Esta guerra no va a resultar en el declive de la humanidad, mas bien en su renacimiento después de la extinción de toda influencia de la raza judía. La historia humana también será juez de la raza judía que trajo tanta infelicidad y sufrimiento a las personas a través de cientos de años...Los judíos todavía tienen que pagar la cuenta exigida a ellos por el pueblo ruso. esta cuenta les es presentada ahora en la forma de las bayonetas del Ejército de Liberación Ruso. ¡Será pagada!  
Oktan siguió alineándose ideológicamente al nazismo, mientras que prometía simultáneamente que Alemania no deseaba dominar ideológicamente a Rusia, diciendo que la guerra era para la restauración de la "vida normal", reversando las políticas comunistas sobre la religión y la economía. Tuvo el constante apoyo de los alemanes, prohibió la obra La Guerra y la Paz en Oriol a modo de demostrar su posición pro-Alemana, adicionalmente dijo "En estos días no necesitamos a Pushkin ni a Lermontov. Recomiendo que todos los rusos tengan una copia de Los Demonios de Dostoevsky en sus escritorios". En la primavera de 1943, el mariscal Günther Von Kluge recomendó a Oktan como sexto miembro de un comité de colaboradores rusos que se había propuesto. Dicho comité nunca fue establecido debido a la oposición de Hitler a la idea de emplear ex-ciudadanos soviéticos en esa organización.

## En Bielorrusia
En el verano de 1943, Oriol fue liberada por las tropas soviéticas. Oktan se retiró con los alemanes a, en un principio se estableció en Briansk (en esa época llamada Ordzhonikidzegrado), luego se movió a Babruisk, en Bielorrusia oriental. Oktan se re-estableció como un líder local, participando en la vida cultural del lugar y continuando su vicio de mujeriego. Al mismo tiempo, empezó a expandir sus actividades políticas. Esto ocasiono la formación de la "Unión para la Pelea Contra el Bolchevismo" el 7 de marzo de 1944 en un discurso frente a 2,000 personas. La formación estuvo precedida por la elaboración de varios tipos de material: insignia, banderas, discursos por radio, y el apoyo del 9.º ejército para la creación de la unión. Dallin escribe que Oktan tuvo el permiso de los alemanes para crear esta organización, evidenciado por la recompensación de negocios locales y la presencia de soldados alemanes en la demostración del 7 de marzo.
el establecimiento de la unión fue seguido por la formación de centros locales de reclutamiento en las ciudades de Borisov, Rahachou, y Krychov. Adicionalmente, en abril de 1944, a Oktan se le otorgó permiso para reclutar en las regiones occidentales de Bielorrusia. De acuerdo a reportajes alemanes, la unión evito demostrar una posición política clara, una movida que los nazis apoyaron. Según documentos oficiales, la unión llegó a tener 75,000 miembros para junio de 1944. Dallin sugiere que la organización estaba "vastamente infiltrada", y que el principal objetivo de dicha unión era la restauración de la propiedad privada de tierras. A pesar de esto, la unión tuvo muy pocas actividades, puesto que Bielorrusia fue liberada por el Ejército Rojo en junio de 1944. Sus principales tareas fueron las de aliviar los problemas de suministro de los alemanes, transportando comida y usando a decenas de miembros para cavar trincheras.
Simultáneamente, Oktan dirigió al "Movimiento de la Juventud Rusa", una organización que participó directamente en el Heuaktion, o el secuestro de niños de 10 a 14 años. Aunque inicialmente tomó responsabilidad por el bienestar de los niños, cualquier tipo de estabilidad se disolvió bajo el liderazgo de Oktan. Algunos campos de niños fueron evacuados junto con los soldados en retirada, aunque la mayoría fueron simplemente abandonados sin ningún tipo de identificación.
Oktan activamente promulgó su imagen como un líder colaborador hasta el final de la guerra, continuando su estilo de vida decadente a pesar del empeoramiento general de las condiciones de vida a medida que la guerra llegaba a territorio alemán. intentó forjar una alianza con varios colaboradores bielorrusos, teniendo poco éxito. Luego de la caída de Babruisk, Oktan abandonó toda conexión que tenía a Rusia, mudándose a Alemania.

## Desaparición y destino
Muy poco se sabe sobre el paradero de Oktan después de la caída de Bielorrusia. Participó en la represión del Levantamiento de Varsovia. En el invierno de 1944-45, varios informantes reportaron que Oktan fue avistado en Berlín en varias ocasiones. También se dice que fue visto en Frankfurt en 1947, ya con la guerra finalizada, aunque Dallin dice que no se sabe nada sobre el más allá de este punto. El diario soviético Gomelskaya Pravda reportó en julio de 1944 que Oktan había sido capturado junto con el alcalde de Babruisk, Stanislaŭ Stankievič (el cual nunca fue capturado, escapó y murió en el exilio en 1980).

## Ideología y personalidad
Según Dallin, Oktan fue descrito como aventurero por otros colaboradores. También diciendo alternativamente que era idealista y oportunista, al igual que demagógico. Un colaborador dijo que "Hábilmente combino las cualidades de un oficial alemán, un negociante de Odesa, y un inteligente adulador". Imitaba los gestos y la apariencia de Hitler y tenía un profundo amor por las medallas, el alcohol y las mujeres. Fue descrito por el jefe de la policía de Maguilov como un "borracho habitual", un joven oficial alemán recuenta que cuando visitó las oficinas de Rech encontró a los 7 empleados del diario en estado de ebriedad (incluyendo a Oktan).

Oktan tenía dos asistentes, un adjunto y un valet. Este último también era el tesorero de Oktan, efectuando el pago de todo lo que este comprara. En Babruisk, Oktan se hizo conocido por recompensar a los artistas y a las actrices, adicionalmente, asistió en el establecimiento de orfanatos, clubes de ajedrez y negocios locales. Era conocido por saber cómo impresionar a una audiencia con demostraciones cuidadosamente planeadas en cenas, un testigo describe lo ocurrido en uno de estos eventos de la siguiente manera:
Oktan recibe a sus invitados en un salón con un decorado de buen gusto. Sus oficiales aguardan parados contra las paredes. Oktan saluda a sus invitados, introduce a sus ayudantes, e invita a todos a la mesa. Se le ofrecen cigarrillos a los invitados. los seis oficiales, por 'etiqueta', inmediatamente sacan sus encendedores pero no se acercan a los invitados. el propio Oktan saca unos fósforos de su bolsillo y se los ofrece a sus invitados - un pequeño detalle el cual no falla al impresionarlos. Vodka y entremeses aparecen en la mesa. Oktan no discute sobre politica, prefiriendo hablar de literatura con la 'intelligentsia' de Babruisk. Mientras tanto un guitarrista invitado toca. Cuando finalmente los invitados se van, se llevan la impresión de que hay un hombre mas substancial que cualquier comandante alemán. A Oktan se le debe temer, respetar y escuchar.
Se considera que era relativamente independiente en comparación con otros colaboradores, regularmente debatía con los oficiales alemanes y planeaba de manera totalmente autónoma. Aun así, al mismo tiempo, Oktan le demostró más lealtad a Alemania que cualquier otro colaborador ruso.

### Relaciones con otros colaboradores
Oktan tenía débiles relaciones con otros colaboradores rusos, particularmente Bronislav Kamiski y Viktor Baidalakov, líder de la Alianza Nacional de Solidaristas Rusos(NTS), un movimiento político y militar que englobaba a varios emigres del Ejército Blanco. Tanto Kaminski como Baidalakov expresaron su deseo de ahorcar a Oktan, este último impidió constantemente que cualquiera de los dos influenciaran su territorio, prohibiendo que Kaminski realice sus actividades políticas allí. Samarin, mano derecha de Oktan, era un miembro de la NTS.
Oktan también tenía opiniones negativas sobre Andrey Vlasov, diciendo que los "ideales vlasovistas" estaban prohibidos en su territorio. A pesar de esto, luego del establecimiento del Ejército Ruso de Liberación(ROA), Oktan adquirió el rango de teniente, nunca participó activamente en el ROA.